# Tisobarica
Tisobarica is een geslacht van vlinders van de familie sikkelmotten (Oecophoridae), uit de onderfamilie Oecophorinae.

## Soorten
- T. ancyrota (Meyrick, 1884)
- T. eranna Turner, 1916
- T. exquisita Turner, 1946
- T. habromorpha Lower, 1923
- T. hedanopa Turner, 1916
- T. hemigenes (Meyrick, 1889)
- T. jucundella Walker, 1864
- T. larotypa Turner, 1916
- T. pyrrhella (Turner, 1896)
- T. thyteria (Meyrick, 1889)